# مته فريدريكسن
مته فريدريكسن (بالدنماركية: Mette Frederiksen)‏ (من مواليد 19 نوفمبر عام 1977م) هي سياسية دنماركية ورئيسة وزراء الدنمارك منذ عام 2019. وعضوة في الفولكتنغ، البرلمان الدنماركي منذ عام 2001. شغلت منصب وزيرة العمل في حكومة هيلي تورنينج-شميت من 2011-2014 وشغلت منصب وزيرة العدل من 2014م-2015م. وفي 28 يونيو عام 2015م خلفت تورنينج-شميت كزعيمة للحزب الاشتراكي الديمقراطي.
في أعقاب الانتخابات البرلمانية لعام 2019م، التي فاز فيها «الكتلة الحمراء» المعارضة من أحزاب اليسار واليسار الوسط بأغلبية مطلقة من 93 من أصل 179 مقعدًا في فولكتنغ، تم تكليف فريدريكسن من قِبل الملكة مارغريت الثانية لقيادة المفاوضات لتشكيل حكومة جديدة. لقد نجحت في تشكيل حكومة ضمت 7 نساء، وأصبحت ثاني امرأة في هذا المنصب بعد هيلي تورنينج-شميت، وأصغر رئيسة وزراء في التاريخ الدنماركي في سن الواحد وأربعون. وثالث رئيسة وزراء في تيار اليسار بدول شمال أوروبا.

## روابط خارجية
- مته فريدريكسن على موقع IMDb (الإنجليزية)
- مته فريدريكسن على موقع مونزينجر (الألمانية)
- مته فريدريكسن على موقع قاعدة بيانات الفيلم (الإنجليزية)